# کلاودیا پاندولفی
کلاودیو پاندولفی (ایتالیایی: Claudia Pandolfi؛ زادهٔ ۱۷ نوامبر ۱۹۷۴) بازیگر اهل ایتالیا است.
از فیلم‌ها یا برنامه‌های تلویزیونی که وی در آن نقش داشته‌است، می‌توان به حواری سیزدهم، دوستان صمیمی، دوست من، خوشبختی فرارسیده است، تدی خرسه، فضانورد، حوزه استحفاظی، یک پزشک در خانواده و مرز اشاره کرد.